# ARrC
Cette page contient des caractères spéciaux ou non latins. S’ils s’affichent mal (▯, ?, etc.), consultez la page d’aide Unicode.
ARrC (hangeul : 아크 : prononcé Akeu ; abréviation de Always Remember the real Connection) est un boys band sud-coréen de K-pop, originaire de Séoul. À ses débuts le groupe est composé de 7 membres : Hyunmin, Kien, Choi Han, Rioto, Doha, Jibeen et Ziwoo. Cependant, Ziwoo quitte le groupe en Janvier 2025. Ils font leurs débuts le 19 août 2024 avec leur premier EP Ar^c. Le 31 janvier 2025, un nouveau membre Andy rejoint le groupe.

## Histoire

### Débuts (2024)
En juillet 2024, Mystic Story annonce qu'ils vont lancer leur premier groupe masculins composé de 7 membres pour la mi-août. Le 8 juillet, l'agence ouvre les réseaux sociaux du groupe. Certains membres ont déjà une relative notoriété en Corée, comme Hyunmin, ancien candidat de Boys Planet, et Ziwoo connu pour sa reprise de Marry Me de Maktub et Goo Yoon-hee, la vidéo, posté sur TikTok est vu plus de 8 millions de fois.
Le 17 juillet 2024, est diffusé sur YouTube, une émission de téléréalité World of ARrC , retraçant la période de trainee des membres. Rapidement, le groupe devient un sujet important en Chine avec plus d'1,6 million de vues sur leur photos teaser sur Weibo, les débuts d'un membre vietnamien ont également attirés l'attention. Les 16 et 17 juillet le groupe dévoile deux chansons inédites Connected et Alien in Seoul. Le groupe fait officiellement ses débuts le 19 août avec leur EP Ar^c.

### Départ de Ziwoo et arrivée d'Andy (depuis 2025)
Le 22 janvier 2025, l'agence annonce via Weverse que Ziwoo quittait le groupe pour raisons personnelles. Le 31 janvier, l'agence annonce l'arrivée d'un nouveau membre Andy, ancien candidat de l'émission Project 7.

## Membres

### Membres actuels
| Nom de scène | Nom de scène | Nom de naissance                       | Nom de naissance  | Date de naissance | Nationalité           | Positions                                            |
| Romanisé     | Coréen       | Romanisé                               | Cor/Jap/Viêt      | Date de naissance | Nationalité           | Positions                                            |
| ------------ | ------------ | -------------------------------------- | ----------------- | ----------------- | --------------------- | ---------------------------------------------------- |
| Hyunmin      | 현민         | Park Hyun-been                         | 박현빈            | 11 avril 2005     | Sud-Coréen            | Leader et rappeur principal                          |
| Kien         | 끼엔         | Nguyen Trung Kien                      | Nguyễn Trung Kiên | 19 décembre 2004  | Vietnamien            | Chanteur principal, danseur principal                |
| Choi Han     | 최한         | Choi Han                               | 최한              | 10 avril 2007     | Sud-Coréen            | Sous-leader, danseur principal et chanteur principal |
| Andy         | 앤디         | Okuda Toshihide (Okuda Andy)           | (奥田敏英         | 19 avril 2007     | Américain / Japonais  |                                                      |
| Rioto        | 리오토       | Kaneko Rioto                           | 金子凜音          | 25 août 2007      | Japonais              | Danseur principal, chanteur principal                |
| Doha         | 도하         | Kim Do-ha                              | 김도하            | 10 février 2008   | Sud-Coréen            | Chanteur principal, danseur principal                |
| Jibeen       | 지빈         | Lee Ji-been (Isaque Wilson Jibeen Lee) | 이지빈            | 8 août 2008       | Brésilien/ Sud-Coréen | Rappeur principal, danseur principal et maknae       |

### Ancien membre
| Nom de scène | Nom de scène | Nom de naissance | Nom de naissance | Date de naissance | Nationalité | Position           | Date de départ  |
| Romanisé     | Coréen       | Romanisé         | Coréen           | Date de naissance | Nationalité | Position           | Date de départ  |
| ------------ | ------------ | ---------------- | ---------------- | ----------------- | ----------- | ------------------ | --------------- |
| Ziwoo        | 지우         | Kim Ji-woo       | 김지우           | 16 novembre 2006  | Sud-Coréen  | Chanteur principal | 22 janvier 2025 |

## Discographie

### EP
- 2024 : Ar^c

### Singles
- Dummy
- S&S (Sour and Sweet)